# Queso de Murcia al vino

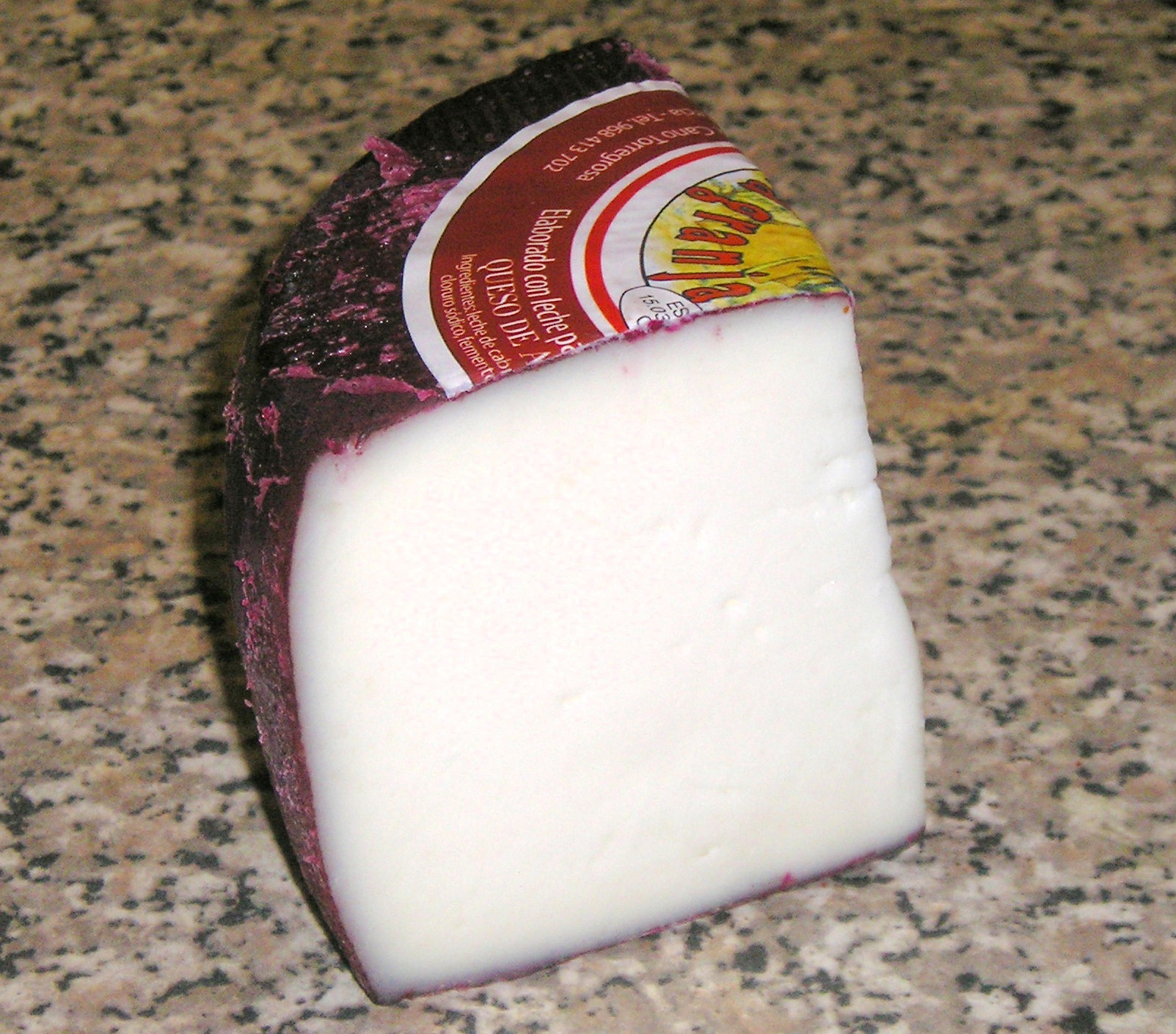
Queso de Murcia al vino.

El queso de Murcia al vino es un queso de leche de cabra murciano-granadina pasteurizada con denominación de origen protegida. Se elabora en España, en numerosos municipios de la provincia de Murcia.
Es un queso graso, de pasta prensada, lavada y no cocida. Tiene forma cilíndrica. La corteza resulta lisa, ligera y está lavada doblemente con  vino tinto de la región. La masa es compacta de color blanco marfil, la textura cremosa y elástica. El sabor de este queso es medio, semicurado, ácido y poco salado, con aromas de la familia láctica fresca, especialmente nata, mantequilla y leche de cabra. Es un queso que puede servirse como tapa, con aceite de oliva y pimentón. El vino con el que se elabora este queso es exclusivamente el producido en la región, que cuenta con las denominaciones de origen de Bullas, Jumilla y Yecla; siendo estos los más recomendados para maridar el queso. 

## Denominación de origen
El queso de Murcia al vino cuenta con registro como Denominación de Origen Protegida ante la Unión Europea desde el 25 de junio de 2002.También cuenta con registro ante la Organización Mundial de la Propiedad Intelectual desde 22 de junio de 2021.